# Baphuon
Baphuon là một ngôi đền ở Angkor, Campuchia. Đền này tọa lạc tại Angkor Thom, tây bắc của Bayon. Đền Baphuon được xây dựng dưới triều vua Udayadiyavarman II (trị vì: 1049 – 1065), nổi tiếng với tượng Phật nhập Niết bàn được chạm khắc trên bức tường đá dài 40 m. Ngôi đền được xây dựng dùng để thờ thần Shiva. Đây được xem là ngôi đền hùng vĩ nhất, vĩ đại nhất chỉ sau Angkor.

## Lịch sử
Cách đây 50 năm khi lần đầu tiên phát hiện ra Baphuon, vẻ đổ nát của Baphuon đã khiến cho các nhà khoa học dẫn đến một quyết định nhằm trùng tu di tích này. Người ta quyết định để "cứu" công trình lịch sử bị tàn phá này là "phá hủy" nó. Theo kế hoạch, họ dỡ tách ngôi đền theo từng mảng, đánh số các viên đá để rồi sau đó sẽ ghép lại thành một cấu trúc vững chắc hơn. Nhưng chính việc cứu Bayphuon của các nhà khảo cổ Pháp đã vô tình hủy hoại di tích mà cho đến ngày nay là bài toán hóc búa của các đối với các nhà khoa học.
Đang tháo dở tất cả các viên đá, viên gạch để trùng tu di tích thì quân đội Khmer Đỏ đã khiến cho công việc đang thực hiện bị bỏ dang dở. Khmer Đỏ sau đó đã tàn phá hầu hết các đền đài, di tích và Baphuon trở thành đống đá vụn vô nghĩa.
Chính những con số mà các nhà khoa học đánh dấu trên các viên gạch lúc ấy đã trở thành một bí ẩn cho các nhà khoa học hiện nay trong việc trùng tu, Baphuon trở thành một trong những "trò chơi xếp hình lớn nhất thế giới".

## Tình trạng
Tuy nhiên đến nay, sau nỗ lực kéo dài nhiều năm của các nhà khảo cổ, một phần của khu đền sẽ được mở cửa trở lại phục vụ công chúng. Lần đầu tiên khách du lịch có thể vào tham quan một phần đền Baphuon và tận mắt chứng kiến công việc phục hồi, trùng tu ngôi đền cổ đang diễn ra.

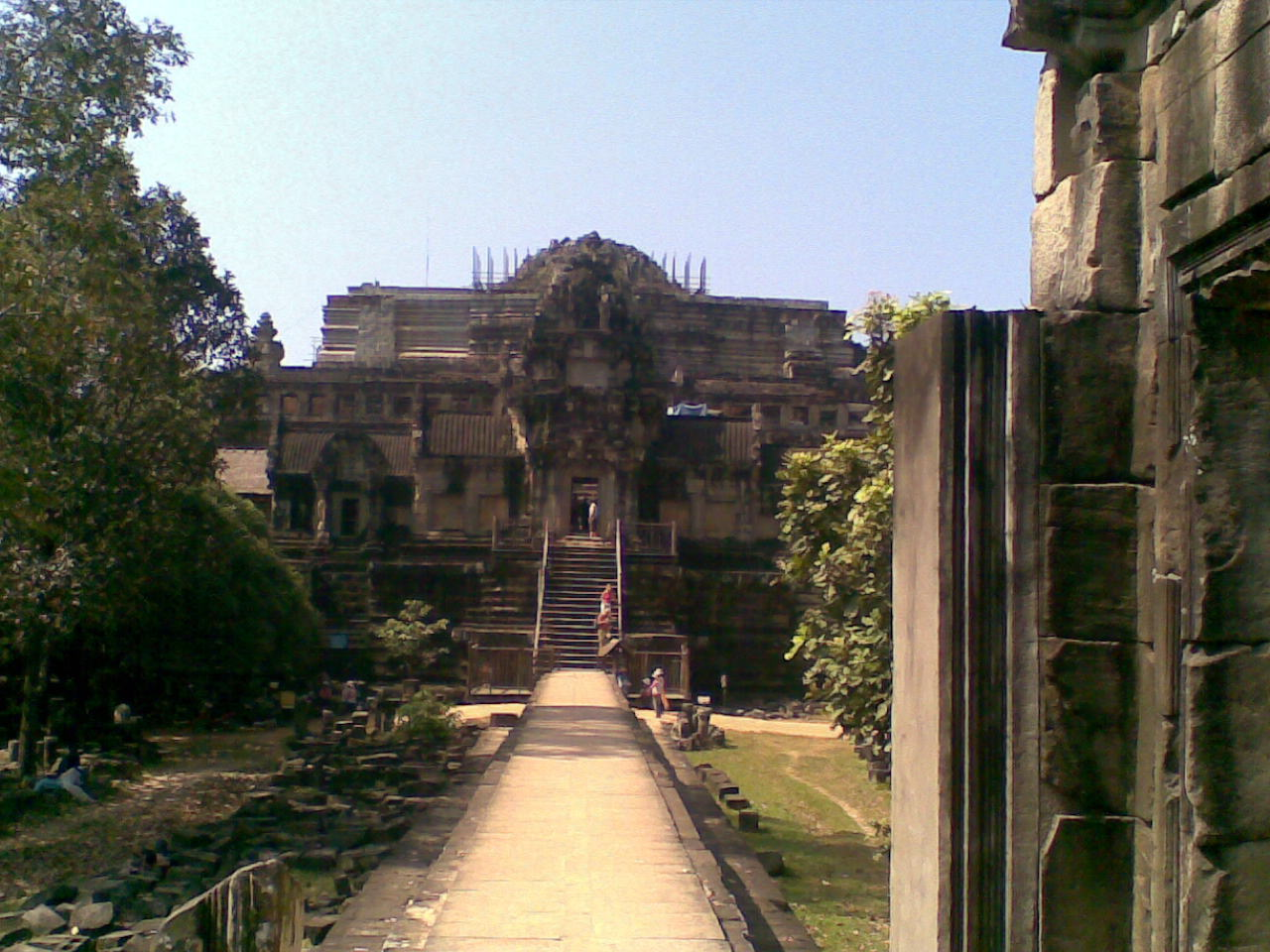
Baphuon chụp vào tháng 12 - 2008 và sắp sửa hoàn thành

## Tử Cấm Thành Angkor Thom

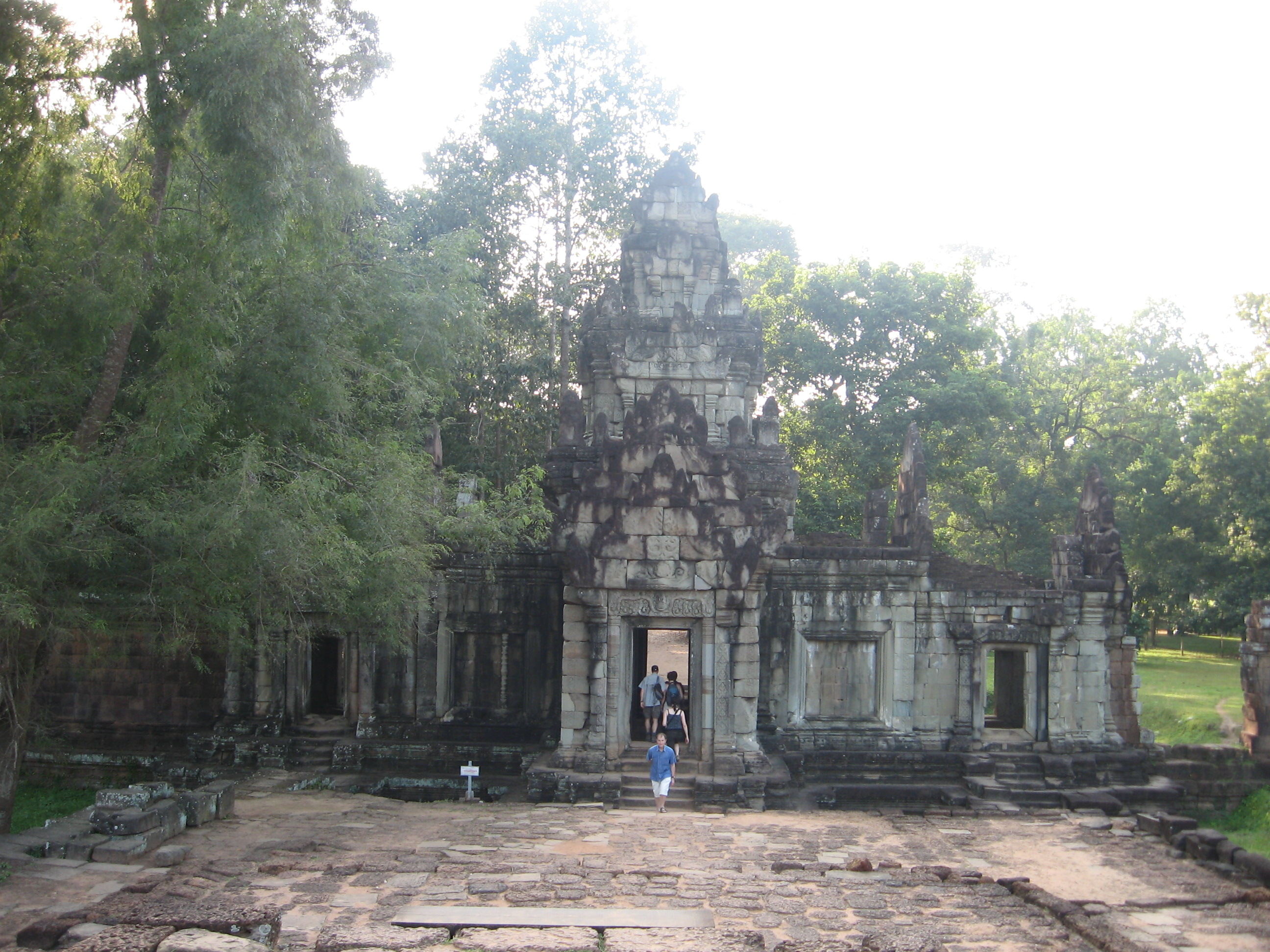
Phần phía bên trong bức tường này, theo các nhà khảo cổ, chính là Tử Cấm Thành- tuy nhiên ngày nay nó không còn nữa (ảnh chụp từ Sân Voi)

Nhiều người tự hỏi, trong kinh thành Angkor Thom không thấy Tử Cấm Thành - nơi sinh hoạt, ăn ở của nhà vua. Tuy nhiên, theo nghiên cứu của các nhà khoa học, quan điểm của vua quan vương triều Angkor là: chỉ có thần thánh mới được ở trong đền bằng đá. Còn ngay chính bản thân vua, Tử Cấm Thành cũng chỉ làm bằng gỗ, lều tranh. Sau bao nhiêu năm tháng, phần Tử Cấm Thành bị thiêu riệu hoàn toàn do chiến tranh, do thiên tai và chính do vật liệu xây dựng không đủ sức tồn tại sau bao nhiêu năm tháng - vết tích của nó chỉ là bức tường đổ nát mà thôi.